# Sepioloidea lineolata
Sepioloidea lineolata е вид главоного от семейство Sepiadariidae.

## Разпространение и местообитание
Видът е разпространен в Австралия (Виктория, Западна Австралия, Нов Южен Уелс и Южна Австралия).
Среща се на дълбочина от 1 до 251 m, при температура на водата от 14,9 до 26,5 °C и соленост 35 – 35,7 ‰.